# Nefsi Piraziz, Piraziz
Piraziz là một xã thuộc huyện Piraziz, tỉnh Giresun, Thổ Nhĩ Kỳ. Dân số thời điểm năm 2011 là 282 người.